# Aurora Pro Patria 1919
Aurora Pro Patria 1919 este un club de fotbal italian cu sediul în Busto Arsizio, Lombardia. Echipa își desfășoară meciurile de acasă pe Carlo Speroni cu o capacitate de 4.627 locuri.

## Lotul curent 2011-2012
La 14 September 2011. 
| Nr. |        | Poziție | Jucător                 |
| --- | ------ | ------- | ----------------------- |
|     | Italia | P       | Matteo Andreoletti      |
|     | Italia | P       | Valerio Frasca          |
|     | Italia | P       | Francesco Savastano     |
|     | Italia | P       | Ivan Luca Vavassori     |
|     | Italia | F       | Michele Bonfanti        |
|     | Italia | F       | Andrea Botturi          |
|     | Italia | F       | Calandra                |
|     | Italia | F       | Gianfilippo Caterisano  |
|     | Italia | F       | Giacomo Gambaretti      |
|     | Italia | F       | Devis Nossa             |
|     | Italia | F       | Giordano Pantano        |
|     | Italia | F       | Dario Alberto Polverini |
|     | Italia | F       | Mariano Rudi            |
|     | Italia | F       | Roberto Rudi            |
|     | Italia | F       | Marco Taino             |

| Nr. |        | Poziție | Jucător                                 |
| --- | ------ | ------- | --------------------------------------- |
|     | Italia | M       | Stefano Baldan                          |
|     | Italia | M       | Mirko Bruccini                          |
|     | Italia | M       | Alessandro Cortesi                      |
|     | Italia | M       | Marco Ghidoli                           |
|     | Italia | M       | Luca Mora                               |
|     | Italia | M       | Michele Siano                           |
|     | Italia | M       | Paolo Vignali                           |
|     | Italia | A       | Luca Flavio Artaria                     |
|     | Italia | A       | Stefano Chiodini                        |
|     | Italia | A       | Alessandro Comi                         |
|     | Italia | A       | Giuseppe Cozzolino                      |
|     | Italia | A       | Marco Dalla Costa (on loan from Novara) |
|     | Italia | A       | Elton Gjoni                             |
|     | Italia | A       | Matteo Serafini                         |